# 韋斯特布魯克鎮區 (明尼蘇達州卡頓伍德縣)
韋斯特布魯克鎮區（英語：Westbrook Township）是位於美國明尼蘇達州卡頓伍德縣的一個行政鎮區。

## 地方資料
韋斯特布魯克鎮區的面積為91.80平方千米，當中陸地面積為89.90平方千米，而水域面積為1.90平方千米。根據2020年美國人口普查的數據，當地共有人口198人，而人口密度為每平方千米2.16人。